# Aschendorf (Bad Rothenfelde)
Aschendorf ist ein Ortsteil der Gemeinde Bad Rothenfelde im Landkreis Osnabrück in Niedersachsen. 
Der Ort liegt südwestlich des Hauptortes Bad Rothenfelde an der Kreisstraße K 337. Nördlich verläuft die Landesstraße L 94, südlich fließt der Süßbach, ein linker Oberlauf der Bever. 

## Kultur und Sehenswürdigkeiten

### Baudenkmale
In der Liste der Baudenkmale in Bad Rothenfelde sind für Aschendorf 18 Baudenkmale aufgeführt.

### Naturdenkmale
In der Liste der Naturdenkmale im Landkreis Osnabrück sind für Bad Rothenfelde-Aschendorf zwei Naturdenkmale aufgeführt.